# BMW F 900 GS
La BMW F 900 GS è una motocicletta prodotta dalla casa motociclistica tedesca BMW Motorrad dal 2024, rientrando nel segmento delle enduro stradali.

## Descrizione
La BMW F 900 GS è una motocicletta dal design avventuroso e robusto, progettata per affrontare sia le strade asfaltate che i terreni fuoristrada con facilità e versatilità. La sua silhouette imponente e muscolosa suggerisce potenza e agilità, mentre i dettagli distintivi del marchio BMW, come il frontale aggressivo con il faro a LED, conferiscono un'eleganza moderna.
La struttura della moto è pensata per offrire un equilibrio ottimale tra maneggevolezza e comfort durante la guida. Il telaio leggero e robusto, unito alla sospensione regolabile, assicura una risposta precisa alle manovre del pilota e una stabilità affidabile su vari tipi di terreno.
Sotto il serbatoio, la BMW F 900 GS è spinta da un motore bicilindrico in linea da 895 cc, in grado di erogare una potenza massima di circa 105 CV e una coppia massima di circa 92 Nm. Questo propulsore, dotato di tecnologia avanzata, offre un'accelerazione fluida e una risposta pronta all'apertura del gas, sia su strada che in off-road.
Nella sezione estetica, i dettagli curati e i materiali di alta qualità conferiscono alla moto un aspetto premium, mentre le opzioni di personalizzazione consentono ai piloti di esprimere il proprio stile unico. Con la sua combinazione di prestazioni affidabili e design accattivante, la BMW F 900 GS si distingue per la sua natura enduristica, rispetto alla sua antenata BMW F 850 GS.

## Caratteristiche tecniche
| Caratteristiche tecniche - BMW F 900 GS | Caratteristiche tecniche - BMW F 900 GS | Caratteristiche tecniche - BMW F 900 GS | Caratteristiche tecniche - BMW F 900 GS | Caratteristiche tecniche - BMW F 900 GS | Caratteristiche tecniche - BMW F 900 GS |
| --- | --- | --- | --- | --- | --- |
| | | | | | |
| Dimensioni e pesi | | | | | |
| Ingombri (lungh.×largh.×alt.) | 2270 × 943 × 1393 mm | 2270 × 943 × 1393 mm | 2270 × 943 × 1393 mm | 2270 × 943 × 1393 mm | 2270 × 943 × 1393 mm |
| Altezze | Sella: 815-890 mm | Sella: 815-890 mm | Sella: 815-890 mm | Sella: 815-890 mm | Sella: 815-890 mm |
| Interasse: 1590 mm | Interasse: 1590 mm | Massa a vuoto: | Massa a vuoto: | Serbatoio: 14.5 | Serbatoio: 14.5 |
| Meccanica | | | | | |
| Tipo motore: Bicilindrico in linea, 4 tempi, quattro valvole con bilanciere per cilindro, due alberi a camme in testa, lubrificazione a carter secco | Tipo motore: Bicilindrico in linea, 4 tempi, quattro valvole con bilanciere per cilindro, due alberi a camme in testa, lubrificazione a carter secco | Tipo motore: Bicilindrico in linea, 4 tempi, quattro valvole con bilanciere per cilindro, due alberi a camme in testa, lubrificazione a carter secco | Tipo motore: Bicilindrico in linea, 4 tempi, quattro valvole con bilanciere per cilindro, due alberi a camme in testa, lubrificazione a carter secco | Raffreddamento: A liquido | Raffreddamento: A liquido |
| Cilindrata | 895 cm³ (Alesaggio 86 × Corsa 77 mm) | 895 cm³ (Alesaggio 86 × Corsa 77 mm) | 895 cm³ (Alesaggio 86 × Corsa 77 mm) | 895 cm³ (Alesaggio 86 × Corsa 77 mm) | 895 cm³ (Alesaggio 86 × Corsa 77 mm) |
| Potenza: 105 CV a 8500 giri/min | Potenza: 105 CV a 8500 giri/min | Coppia: 93 Nm a 6750 giri/min | Coppia: 93 Nm a 6750 giri/min | Rapporto di compressione: 13.1:1 | Rapporto di compressione: 13.1:1 |
| Frizione: Bagno d'olio a dischi multipli, anti-saltellamento                                                                                         | Frizione: Bagno d'olio a dischi multipli, anti-saltellamento | Frizione: Bagno d'olio a dischi multipli, anti-saltellamento | Cambio: 6 rapporti | Cambio: 6 rapporti | Cambio: 6 rapporti |
| Trasmissione | Catena O-ring senza fine con parastrappi nel mozzo posteriore | Catena O-ring senza fine con parastrappi nel mozzo posteriore | Catena O-ring senza fine con parastrappi nel mozzo posteriore | Catena O-ring senza fine con parastrappi nel mozzo posteriore | Catena O-ring senza fine con parastrappi nel mozzo posteriore |
| Ciclistica | | | | | |
| Telaio | Telaio ponticello in acciaio a forma di guscio | Telaio ponticello in acciaio a forma di guscio | Telaio ponticello in acciaio a forma di guscio | Telaio ponticello in acciaio a forma di guscio | Telaio ponticello in acciaio a forma di guscio |
| Sospensioni | Anteriore: Forcella rovesciata, diametro 43 mm, precarico della molla regolabile manualmente, regolazione dell'estensione e della compressione / Posteriore: Forcellone doppio braccio in alluminio pressofuso, ammortizzatore centrale a molla WAD, precarico della molla regolabile idraulicamente, regolazione dell'ammortizzazione in estensione; Pacchetto Enduro SA Pro: ammortizzatore centrale a molla WAD, precarico della molla regolabile idraulicamente, regolazione dell'ammortizzazione in estensione (alta/bassa velocità) | Anteriore: Forcella rovesciata, diametro 43 mm, precarico della molla regolabile manualmente, regolazione dell'estensione e della compressione / Posteriore: Forcellone doppio braccio in alluminio pressofuso, ammortizzatore centrale a molla WAD, precarico della molla regolabile idraulicamente, regolazione dell'ammortizzazione in estensione; Pacchetto Enduro SA Pro: ammortizzatore centrale a molla WAD, precarico della molla regolabile idraulicamente, regolazione dell'ammortizzazione in estensione (alta/bassa velocità) | Anteriore: Forcella rovesciata, diametro 43 mm, precarico della molla regolabile manualmente, regolazione dell'estensione e della compressione / Posteriore: Forcellone doppio braccio in alluminio pressofuso, ammortizzatore centrale a molla WAD, precarico della molla regolabile idraulicamente, regolazione dell'ammortizzazione in estensione; Pacchetto Enduro SA Pro: ammortizzatore centrale a molla WAD, precarico della molla regolabile idraulicamente, regolazione dell'ammortizzazione in estensione (alta/bassa velocità) | Anteriore: Forcella rovesciata, diametro 43 mm, precarico della molla regolabile manualmente, regolazione dell'estensione e della compressione / Posteriore: Forcellone doppio braccio in alluminio pressofuso, ammortizzatore centrale a molla WAD, precarico della molla regolabile idraulicamente, regolazione dell'ammortizzazione in estensione; Pacchetto Enduro SA Pro: ammortizzatore centrale a molla WAD, precarico della molla regolabile idraulicamente, regolazione dell'ammortizzazione in estensione (alta/bassa velocità) | Anteriore: Forcella rovesciata, diametro 43 mm, precarico della molla regolabile manualmente, regolazione dell'estensione e della compressione / Posteriore: Forcellone doppio braccio in alluminio pressofuso, ammortizzatore centrale a molla WAD, precarico della molla regolabile idraulicamente, regolazione dell'ammortizzazione in estensione; Pacchetto Enduro SA Pro: ammortizzatore centrale a molla WAD, precarico della molla regolabile idraulicamente, regolazione dell'ammortizzazione in estensione (alta/bassa velocità) |
| Freni | Anteriore: Doppio freno a disco flottante, Ø 305 mm, pinze flottanti a 2 pistoncini / Posteriore: Disco singolo, Ø 265 mm, pinza flottante a 1 pistoncino | Anteriore: Doppio freno a disco flottante, Ø 305 mm, pinze flottanti a 2 pistoncini / Posteriore: Disco singolo, Ø 265 mm, pinza flottante a 1 pistoncino | Anteriore: Doppio freno a disco flottante, Ø 305 mm, pinze flottanti a 2 pistoncini / Posteriore: Disco singolo, Ø 265 mm, pinza flottante a 1 pistoncino | Anteriore: Doppio freno a disco flottante, Ø 305 mm, pinze flottanti a 2 pistoncini / Posteriore: Disco singolo, Ø 265 mm, pinza flottante a 1 pistoncino | Anteriore: Doppio freno a disco flottante, Ø 305 mm, pinze flottanti a 2 pistoncini / Posteriore: Disco singolo, Ø 265 mm, pinza flottante a 1 pistoncino |
| Pneumatici | Anteriore: 90/90 R21 Posteriore: 150/70 R17 | Anteriore: 90/90 R21 Posteriore: 150/70 R17 | Anteriore: 90/90 R21 Posteriore: 150/70 R17 | Anteriore: 90/90 R21 Posteriore: 150/70 R17 | Anteriore: 90/90 R21 Posteriore: 150/70 R17 |
| Prestazioni dichiarate | | | | | |
| Velocità massima | >200 km/h | >200 km/h | >200 km/h | >200 km/h | >200 km/h |
| Consumo | 4.4L per 100Km secondo il WMTC | 4.4L per 100Km secondo il WMTC | 4.4L per 100Km secondo il WMTC | 4.4L per 100Km secondo il WMTC | 4.4L per 100Km secondo il WMTC |
| Fonte dei dati: https://www.bmw-motorrad.it/it/models/adventure/f900gs/technicaldata.html#/section-equipaggiamento                                   | | | | | |